# Heteropelma scaposum
Heteropelma scaposum là một loài tò vò trong họ Ichneumonidae.